# Louis Christiaan van Goudoever

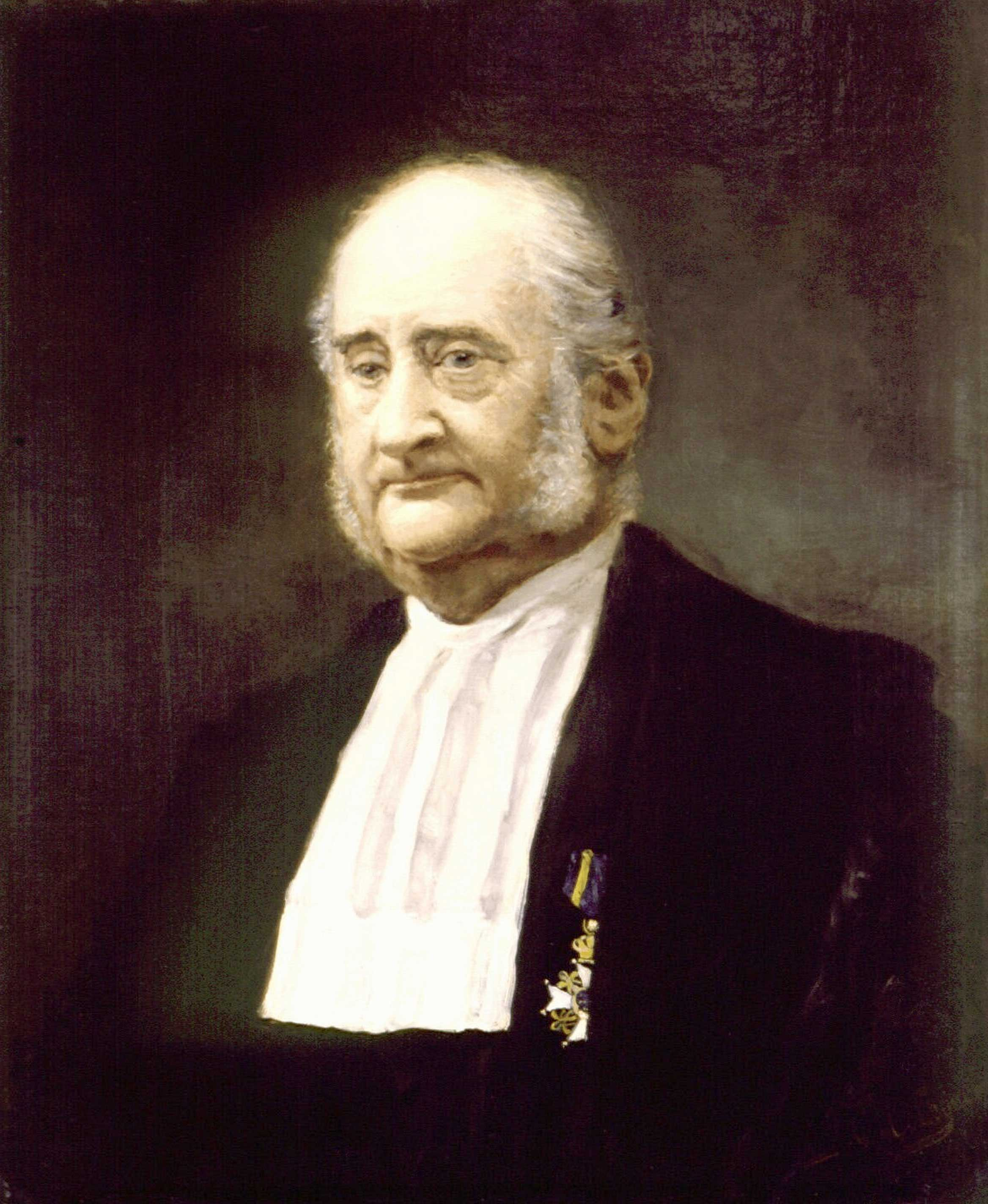
Louis Christiaan van Goudoever

Louis Christiaan van Goudoever auch: Lodewijk Christiaan van Goudoever, Ludovicus Christianus van Goudoever (* 6. August 1820 in Utrecht; † 19. Februar 1894 ebenda) war ein niederländischer Mediziner.

## Leben
Louis Christiaan war der Sohn des Anwalts am Land- und Militärgerichts in Utrecht Willem van Goudoever (* 3. September 1792 in Utrecht; † 1. Juli 1866 in Utrecht) und dessen Frau Henrietta Margaretha Blom (* 25. August 1793 in 's-Graveland; † 24. Februar 1876 in Utrecht). Er hatte das Gymnasium in Utrecht besucht und sich am 27. Dezember 1838 an der Universität Utrecht immatrikuliert. Hier absolvierte er ein Studium der Medizin bei Jacobus Ludovicus Conradus Schroeder van der Kolk, Bernardus Franciscus Suerman, Gozewijn Jan Loncq und Gerardus Johannes Mulder. Unter Suerman promovierte er am 8. Dezember 1845 mit der medizinischen Abhandlung de necessitate repetendi variolae vaccinae insitionem varioloidibus probata, erwarb sich am 8. Mai 1847 den Doktorgrad der Frauenheilkunde (Dr. obst.) und erhielt am 1. Juli 1848 die Ehrendoktorwürde der Chirurgie.
Ab 1846 war er als Arzt in Utrecht tätig und wurde am 27. August 1849 zum außerordentlichen Professor für Chirurgie an die Utrechter Hochschule berufen, welche Aufgabe er am 3. Dezember 1849 mit der Einführungsrede De chirurgiae et artis obstetriciae disciplinae in academia Rheno Trajectina adminientis ecoumque amplificatione optabili antrat. Am 24. Juni 1857 erhielt er seine Berufung zum ordentlichen Professor für Geburtshilfe und Gynäkologie, welche Aufgabe er am 3. Juli 1857 übernahm. Ab 1866 unterrichtete er Augenheilkunde und ab 1876 lehrte er Chirurgie. Zudem beteiligte er sich an den organisatorischen Aufgaben der Hochschule und war 1857/58 Rektor der Alma Mater. Diese Aufgabe legte er mit der Rede de Difficultatibus, quibus premitur tumorum diagnosis, de erroribus quibus chirurgus inde obnoxius est, deque noxiis et periculis quibus idcirco aegri exponuntur nieder.
1849 bis 1865 war er mit Hendrik Jan Broers (1815–1876) Redakteur der niederländischen medizinischen Fachzeitschrift Nederlandsch Tydschrift voor Heel- en Verloskunde, ziekten der Vrouwen en Kinderen. Er besorgte eine niederländische Übersetzung von Friedrich Wilhelm von Scanzonis Krankheiten der weiblichen Sexualorgane (niederländisch: Leerboek der ziekten van de vrouwelijke geslachtsdeelen), bewirkte wichtige Annotationen zur niederländischen Übersetzung von Robert Druitts (1814–1883) Chirurgisch Vade mecum und schrieb unter anderem Verslag der chirurg. Kliniek aan de Hoogeschool te Utrecht 1849–53 (Utrecht 1858). Am 16. September 1890 wurde der Ritter des Ordens vom niederländischen Löwen aus seiner Professur emeritiert.

## Familie
Goudoever verheiratete sich am 8. Juli 1856 in Vreeland mit Rachel Rosine Mendes de Leon (* 28. Dezember 1834 in Amsterdam; † 11. Juni 1903 in Baarn), die Tochter des Mozes Abraham Mendes de Leon (* um 1793 in Amsterdam; † 1854) und der Hanna Mendes (* um 1811 in Amsterdam; † 7. Juni 1893 in Utrecht). Aus der Ehe stammen Kinder von diesen kennt man:
- Willem Henri van Goudoever (* 6. August 1857 in Utrecht; † 27. Juli 1874 in Utrecht)
- Anna Henriette van Goudoever (* 11. Oktober 1858 in Utrecht; † 19. September 1925 in Den Haag) verh. 20. Mai 1880 in Utrecht mit Henri Daniel Pierson (* 7. November 1856 in Löwen; † 22. April 1843 in Ommeren)
- Henriette Wilhelmina Johanna van Goudoever (* 28. November 1859 in Utrecht; † 26. März 1943 in Baarn) verh. 20. Mai 1880 in Utrecht mit dem Bankier Jan Lodewijk Pierson (* 12. Dezember 1854 in Löwen; † 6. November 1944 in Baarn)
- Louise Christine van Goudoever (* 3. Februar 1861 in Utrecht; † 29. Oktober 1935 in Soest) verh. 5. Juli 1883 in Utrecht mit Willem van Son (* 9. Februar 1860 in Rheden; † 29. Juli 1955 in Soest)
- Rosine Sara van Goudoever (* 13. Februar 1864 in Utrecht; † 7. August 1945 ebenda)
- Maurits Lodewijk van Goudoever (* 19. August 1865 in Utrecht; † 17. Dezember 1933 in Utrecht) verh. am 1. Oktober 1891 in Utrecht mit Judith van Walré (* 28. Dezember 1867 in Utrecht; † 7. Oktober 1953 in Zeist)
- Elisabeth Adele van Goudoever (* 19. November 1868 in Utrecht; † 19. Mai 1956 in Den Haag) verh. 12. Juni 1894 in Utrecht mit Jan Kalff (* 10. Mai 1865 in Zutphen; † 16. Mai 1944 in Soest)
- Paulina Helena Maria van Goudoever (* 19. Juli 1878 in Utrecht; † 25. Februar 1954 in Hilversum) verh. 12. Juni 1901 in Baarn mit Robbert Kalff (* 8. Mai 1874 in Amsterdam; † 5. November 1913 in Laren)